# Gutierre Pérez de Reinoso
Gutierre Pérez de Reinoso (Reinoso de Cerrato, España, c. 1120-c. 1185) fue un noble castellano, caballero de la Orden de San Juan de Jerusalén y señor de Reinoso de Cerrato, Valbonilla, Vasconcelos, Olombrada, Hontalbilla, Angisarelo, Perosillo, Adrados y Soto de Cerrato.

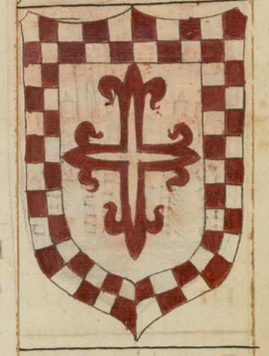
Escudo de Armas - Casa de Reynoso. Capítulo XLVIII De los linajes de España que en memoria de esta batalla tomaron por armas la Cruz Milagrosa. Pag. 98, escudo en la pag. 105 Capítulo XLVIII:
«Es otro notable gentil de otro linaje de cavalleros hijosdalgo llamados Reynosos, del qual linaje era el cauallero quel día desta batalla (Navas de Tolosa) lleuaua como alférez prinçipal la seña real del rey don Alonso, del qual sescriue que poco antes que la batalla se diesse, fue el primero que vido en el çielo vna cruz † colorada vel sanguina e la enseñó al rey. E él se la dio por armas, la qual traen los deste linaje, segund que aquí está en este escudo [Al margen, un dibujo de tal escudo con la inscripción: ARMAS DE REYNOSO], la qual es de gules en campo de plata e por orla traen jaqueles o escaques blancos e colorados que eran sus armas primeras. E la dicha cruz es vana e de la forma que la traen los caualleros de la orden de Calatraua, que son las cabeças della flores de lis»

## Orígenes familiares
Pertenecía a la familia de los Banu Mirel quienes comenzaron a poblar la comarca de Tierra de Campos en Castilla y León en el siglo X. Su padre Pedro Velásquez formaba parte de la corte de la reina Urraca I de León. El 11 de febrero de 1115 Pedro confirmó una donación de la reina junto a varios nobles, entre ellos, los condes Pedro Ansúrez, señor de Valladolid; Pedro González de Lara, Gutierre Fernández de Castro, mayordomo de la reina, y Diego López I de Haro. En 1136 Pedro Velásquez confirmó la donación que hizo Elvira Sánchez al monasterio de Santa María de Trigueros. Pedro Velásquez se casó con Fronilde quien tenía diversas heredades en Reinoso de Cerrato y era señora de un despoblado medieval llamado Quiñones al sur de Reinoso. Pedro y Fronilde tuvieron tres hijos: Gutierre Pérez de Reinoso, Rodrigo (Ruy) y una hermana cuyo nombre no se menciona. También es posible que Pedro Velázquez fuese el padre de Fernán Pérez que intercambió en 1148 su heredad en Aguilar de Campoo con una cuarta parte de Trigueros.

## Vida
Gutierre Pérez de Reinoso nació alrededor de 1120 en el pueblo Castellano de Reinoso de Cerrato, solar de sus antepasados, es por este hecho que es el primero de este linaje que añade «Reinoso» a su patronímico como era costumbre en la época.
Aparece por primera vez en la documentación el 1 de diciembre de 1139 cuando confirmó una venta de heredades en Quiñones —al sur de Reinoso de Cerrato— que habían pertenecido a su madre Fronilde. La venta la realizó su padre Pedro Velázquez y además de Gutierre en esta confirmación se menciona a su hermano Ruy y una hermana. Los compradores fueron Gutierre Fernández de Castro y su esposa Toda Díaz (Guter Ferrandez et uxori vestre Tota Didaz).
En julio de 1149, el arzobispo Raimundo de Toledo, le entregó «en fuero» la villa de Algisarejo y Gutierre se comprometió a entregar, él y sus descendientes, a los arzobispos de la ciudad la décima parte de «todas las labores que hagan en dicha villa». Estando al servicio del rey Alfonso VII de León «el Emperador», este lo nombra meo fideli vassallo en 1150 cuando le hace una donación de unos baños y un molino en Toledo: Ego Adefonsus, tocius Hispanie imperator, una cum filio meo rege Sanctio, tibi Guter Petriz de Rigansu, meo fideli vassallo, et filiis vestris et omni generationi vestre, facio cartam donationis de illis balneis de Toledo... Un año después, en 1151, el rey le donó Valbonilla y Vasconcelos.
En 1151 durante la regencia de Alfonso VII, Gutierre Pérez de Reinoso y Álvaro Pérez aparecen enemistados por un duelo judicial cuyo tema no ha llegado hasta nosotros pero está escrito que derivado de esta situación combaten en varios encuentros los ejércitos de caballeros/milites de Gutierre y de Álvaro. Este Álvaro Pérez posiblemente era Álvaro Pérez de Lara, hijo del conde Pedro González de Lara.
La enemistad de Gutierre Pérez de Reinoso y Álvaro Pérez seguramente duró todavía algunos años puesto que Reinoso y sus caballeros, siendo partidarios de la Casa de Castro y de la Corona, debieron de haber participado en 1160 en la batalla de Lobregal contra la Casa de Lara.
Fue uno de los nobles que confirmaron el 23 de mayo de 1158 el tratado de paz entre los reyes Sancho III y Fernando II, firmando en la columna de los testigos del rey castellano. En ese mismo año, confirmó una donación de Sancho III y posteriormente sirvió a Alfonso VIII luchando con valentía en campañas contra los moros; en 1161 Gutierre confirmó el privilegio otorgado por Alfonso VIII a Segovia y a Guillermo, obispo de la ciudad.
Al año siguiente ya aparece investido como caballero de la Orden de San Juan de Jerusalén y en las donaciones de ese año a la orden incluye al pueblo de Reinoso de Cerrato (...castello de Rinoso et totam illem hereditatem quantum habeum in Pinna...Asguivelle...Vilella...Guijosa, etc), la iglesia de Santa María y otras heredades familiares. Siguiendo el espíritu de la Orden fundó un hospital en Reinoso de Cerrato y el joven Alfonso VIII de Castilla donó en 1165 el barrio de San Pedro para el mantenimiento de dicho hospital. Firmó como Guterrius Petriz de Rinoso, frater Sancti Johanis  una donación de molinos a la Orden en 1168;  Gutierre continúo entregando sus bienes materiales a favor de un noble propósito: la protección de los necesitados.
En 1173 él y su hijo Gutierre Gutiérrez donaron al abad Andrés y a los que siguen la Regla de San Agustín la mitad de la villa de Valbonilla. En 1176, a seis años de la proclamación de Alfonso VIII como rey de Castilla, fue nombrado uno de los cuatro fideles o confidentes que fueron enviados a la corte de Enrique II de Inglaterra con el fin de mediar sobre la pertenencia territorial y límites fronterizos entre los reinos de Alfonso y Sancho VI de Navarra. Gutierre realizó el largo viaje y cumplió su labor con celo. El rey de Inglaterra emitió su sentencia y se ratificó la tregua de diez años entre los reinos de Castilla y Navarra.
En 1182, Gutierre transfirió al monasterio de Aguilar de Campoo su heredad en Trigueros, Villamuño, San Tirso y Bascones. En 1184 Gutierre intercambió los lugares de Adrados, Hontalbilla y Olombrada por la aldea de Soto de Cerrato. Estas son las últimas noticias del caballero castellano que eligió como sitio de sepultura el lugar que lo vio nacer: Reinoso de Cerrato y es ahí, en la Iglesia de Santa María donde yacen los restos mortales de su esposa, su hijo también llamado Gutierre y de él.

## Nupcias y descendencia

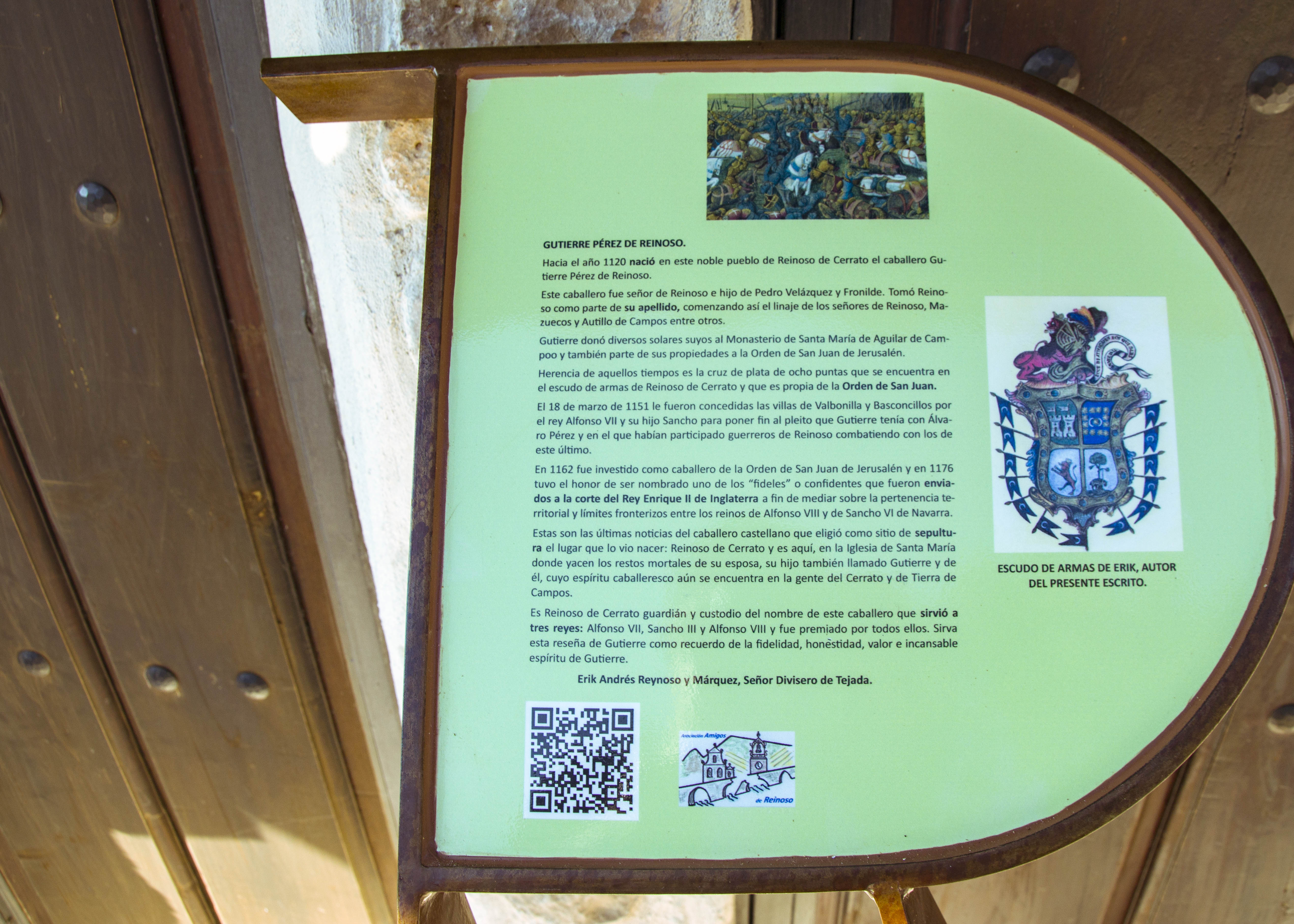
Letrero en Reinoso de Cerrato (Palencia) con la biografía de Gutierre Pérez de Reinoso, escrito por Erik Andrés Reynoso Márquez, señor de Tejada y señor de Valdeosera

Fue casado con María Pérez cuya filiación es desconocida. Fueron sus hijos:
- Gutierre Gutiérrez de Reinoso[13] quien junto con su padre firma un acuerdo en abril de 1176 con Martín Pérez de Siones, maestre de la Orden de Calatrava, sobre el usufructo vitalicio de la mitad de un molino en Aceda que a la muerte de ambos pasaría a la Orden. Hijos de Gutierre Gutiérrez pudieron haber sido García Gutiérrez de Reinoso, padre de Armillo Garcíez de Reinoso, caballero de la Orden de San Juan de Jerusalén, y Martín Gutiérrez, padre de Gutierre Martínez de Reinoso quien es testigo de la donación que hicieron Nuño González y su esposa Elvira Alfonso de sus bienes en Val de Mujer Muerta a Gonzalo Ruiz, IV Maestre de la Orden de Santiago.
- Pedro Gutiérrez de Reinoso nacido hacia 1160, a quien Luis de Salazar y Castro hace hijo y en ocasiones nieto, tradicionalmente está escrito que participó en la Batalla de las Navas de Tolosa.
- Ruy Gutiérrez. En 1216 confirmó una venta que había realizado su padre al monasterio de Aguilar de Campoo. En el documento se declara hijo de Gutierre Pérez y nieto de Pedro Velázquez.[14]